# Plastosciara adrostylata
Plastosciara adrostylata là một ruồi trong họ Sciaridae, thuộc chi Plastosciara.